# Madame Pepperpote
Madame Pepperpote (スプーンおばさん, Spoon Oba-san) est un dessin animé japonais réalisé par le Studio Pierrot et Gakken, d'après les livres du Norvégien Alf Prøysen (en) (1914-1970), traduits en français sous le titre Mère Brimborion. Elle a été diffusée du 4 avril 1983 au 9 mars 1984 sur NHK.
En France, la série a été diffusée à partir du 21 décembre 1984 sur TF1 dans l'émission Vitamine et rediffusée dans l'émission Croque-vacances, et au Québec à partir du 15 septembre 1985 à la Télévision de Radio-Canada puis rediffusée à partir du 6 septembre 1988 au Canal Famille.

## Histoire
Mme Pepperpote vit dans un petit village avec son mari. Elle porte une petite cuillère à café magique autour de son cou, et chaque fois qu'elle la fait sonner, Mme Pepperpote se rétrécit ! Par contre, sa petite cuillère reste à la même taille et elle doit la porter sur son dos quand elle est rétrécie. Elle revient toujours à sa taille d'origine après un certain laps de temps. Une fois rétrécie, elle peut communiquer avec les animaux et avoir de merveilleuses aventures dans les bois. Elle se fait ainsi beaucoup de nouveaux amis. Elle est une bonne amie de Lily, une mystérieuse petite fille qui vit seule dans la forêt. Elle est aussi amie avec une famille de souris. Elle ne peut pas révéler son secret ou se montrer quand elle est rétrécie, ce qui est parfois assez difficile. Son mari, M. Pepperpote, finira par découvrir le secret de sa femme, plus tard dans la série.